# Болгарія на зимових Паралімпійських іграх 2014
Болгарія на зимових Паралімпійських іграх 2014 року була представлена 2 спортсменами в одному виді спорту.

## Лижні перегони
Чоловіки
| Спортсмен                              | Вид спорту                                 | Забіг 1 | Забіг 1 | Забіг 1 | Забіг 2                 | Забіг 2                 | Забіг 2                 | Остаточний/Всього       | Остаточний/Всього       | Остаточний/Всього |
| Спортсмен                              | Вид спорту                                 | Час     | Різн.   | Місце   | Час                     | Різн.                   | Місце                   | Час                     | Різн.                   | Місце             |
| -------------------------------------- | ------------------------------------------ | ------- | ------- | ------- | ----------------------- | ----------------------- | ----------------------- | ----------------------- | ----------------------- | ----------------- |
| Светослав Георгієв гід — Іван Бірніков | 1 км спринт, класичний, з порушеннями зору | 5:04.87 | 4:58.77 | 16      | не пройшов кваліфікацію | не пройшов кваліфікацію | не пройшов кваліфікацію | не пройшов кваліфікацію | не пройшов кваліфікацію |                   |
| Светослав Георгієв гід — Іван Бірніков | 10 км, вільний стиль, з порушеннями зору   | Н/Д     | Н/Д     | Н/Д     | Н/Д                     | Н/Д                     | 37:43.6                 | 36:58.3                 | 19                      |                   |
| Желяз Колев гід — Іскрен Планков       | 1 км спринт, класичний, з порушеннями зору | 8:58.46 | 7:48.46 | 18      | не пройшов кваліфікацію | не пройшов кваліфікацію | не пройшов кваліфікацію | не пройшов кваліфікацію | не пройшов кваліфікацію |                   |